# Dara Ó Briain
Dara Ó Briain(/ˈdɑːrə oʊˈbriːən,_ˈdærəˈʔ/; irlandês: [ˈd̪ˠaɾˠə oː ˈbʲɾʲiənʲ]; Bray, 4 de fevereiro de 1972) é um comediante irlandês e apresentador de televisão, domiciliado no Reino Unido.
É notório pelos seus  shows de comédia stand-up que apresenta mundialmente, e como apresentador de programas de tópicos de atualidade como Mock the Week, The Panel e The Apprentice: You're Fired! Com Mock the Week, foi nomeado pelo BAFTA British Academy Television Award por Melhor Performance de Entretenimento em 2012.
Outros trabalhos de TV incluem Ó Briain como personagem principal e escrita de guião em séries de comédia e documentários televisivos. Escreve também em colunas de jornais Britânicos e Irlandeses.
Publicou igualmente livros infantis e de adultos. O seu primeiro livro para crianças Beyond the Sky foi nomeado para o Prémio Blue Peter, Book of the Year Award em 2017.
Em 2009, o Irish Independent descreveu Ó Briain como o herdeiro natural de Terry Wogan (também Irlandês com uma carreira de enorme sucesso na Grã-Bretanha), como o "Irlandês favorito" dos Britânicos e em 2010, Ó Briain foi eleito em décimo-sexto lugar entre os maiores 100 Greatest Stand-Ups na ITV.
Em Junho de 2015, Dara Ó Briain com Stephen Hawking, é uma série de entrevistas onde Ó Briain se desloca a Cambridge e conversa com o físico teórico Stephen Hawking, apresentada na BBC One.
Desde 21 Março 2019, é apresentador do game-show blockbusters na Comedy Central.

## Trabalhos em filme
Ó Briain teve uma participação especial como comediante alternativo generalizado no filme britânico de 2013 The Look of Love, dirigido por Michael Winterbottom.

## DVDs de stand-up
| Título                                                                     | Liberado               | Local                       |
| -------------------------------------------------------------------------- | ---------------------- | --------------------------- |
| Ao vivo no Theatre Royal                                                   | 13 de novembro de 2006 | Teatro Real, Londres        |
| Dara Ó Briain fala com piada - Ao vivo em Londres ("Devias ter estado lá") | 17 de novembro de 2008 | Hammersmith Apollo, Londres |
| Este é o show                                                              | 22 de novembro de 2010 | Hammersmith Apollo, Londres |
| Revendedor Craic                                                           | 12 de novembro de 2012 | The Playhouse, Edimburgo    |
| Tickler da multidão                                                        | 23 de novembro de 2015 | Hammersmith Apollo, Londres |